# 오로세이라기
오로세이라기는 고원생대의 세 번째 기(紀)이다. 산맥을 의미하는 그리스어 oroseira에서 유래하며, 대간기(大幹紀)라고도 한다. 라이악스기의 마지막에서 스타테로스기의 직전까지 약 20억 5,000만년～18억년전에 해당한다. 오로세이라기 후반에는 전대륙에 걸쳐 조산 운동이 연이어 일어났다.